# ローズ・ナマユナス
ローズ・ナマユナス（Rose Namajunas、1992年6月29日 - ）は、アメリカ合衆国の女性総合格闘家。ウィスコンシン州ミルウォーキー出身。303トレーニング・センター所属。元UFC世界女子ストロー級王者。UFC世界女子フライ級ランキング7位。UFC女子パウンド・フォー・パウンド・ランキング12位。

## 来歴
ウィスコンシン州ミルウォーキーで、アメリカへ1991年9月に移住したリトアニア人の両親の間に生まれる。5歳でテコンドー、その後、空手と柔術をはじめる。ミルウォーキー芸術高校時代にはルーファスポーツでキックボクシングと総合格闘技をはじめ、高校ではレスリング部に所属した。
グレッグ・ネルソンのミネソタ・マーシャルアーツ・アカデミーでトレーニングを積み、アマチュアで4勝無敗の戦績を残してプロへ転向。

### Invicta FC
2013年1月5日、プロデビュー戦となったInvicta FC 4でエミリー・ケイガンと対戦し、リアネイキドチョークで一本勝ち。サブミッション・オブ・ザ・ナイトを受賞した。
2013年4月5日、Invicta FC 5でカティナ・ケートロンと対戦し、跳びつき腕ひしぎ十字固めで一本勝ち。サブミッション・オブ・ザ・ナイトを受賞した。
2013年7月13日、Invicta FC 6でティーシャ・トーレスと対戦し、僅差の判定で敗れた。

### The Ultimate Fighter
2014年9月、リアリティ番組「The Ultimate Fighter」のシーズン20に出場。ギルバート・メレンデス率いるチーム・メレンデスに所属。女子ストロー級トーナメントの1回戦でアレックス・チェンバース、準々決勝でジョアン・コールダウッド、準決勝でランダ・マルコスに勝利して決勝進出を果たした。

### UFC
2014年12月12日、The Ultimate Fighter 20 Finaleでトーナメント決勝戦として開催されたUFC世界女子ストロー級王座決定戦でカーラ・エスパルザと対戦し、リアネイキドチョークで3R一本負けを喫し王座獲得に失敗した。
2015年12月10日、UFC Fight Night: Namajunas vs. VanZantで女子ストロー級ランキング7位のペイジ・ヴァンザントと対戦し、リアネイキドチョークで5R一本勝ち。パフォーマンス・オブ・ザ・ナイトを受賞した。
2016年4月16日、UFC on FOX 19で女子ストロー級ランキング4位のティーシャ・トーレスと再戦し、3-0の判定勝ち。約3年越しのリベンジを果たした。
2016年7月30日、UFC 201で女子ストロー級ランキング5位のカロリーナ・コバケビッチと対戦し、1-2の判定負け。敗れはしたものの、ファイト・オブ・ザ・ナイトを受賞した。
2017年4月15日、UFC on FOX 24で女子ストロー級ランキング6位のミシェル・ウォーターソンと対戦し、リアネイキッドチョークで一本勝ち。

#### UFC世界王座獲得
2017年11月4日、UFC 217のUFC世界女子ストロー級タイトルマッチでキャリア14戦全勝の王者ヨアナ・イェンジェイチックに挑戦。試合前の予想では圧倒的不利と目されていたが、試合では1Rに左フックでダウンを奪い、追撃のパウンドで番狂わせのTKO勝ち。25歳での王座獲得に成功し、パフォーマンス・オブ・ザ・ナイトを受賞した。
2018年4月7日、UFC 223のUFC世界女子ストロー級タイトルマッチで女子ストロー級ランキング1位の挑戦者ヨアナ・イェンジェイチックとダイレクトリマッチを行い、接戦を繰り広げて3-0の5R判定勝ち。王座の初防衛に成功したが、この試合に向けてのトレーニング中に悪化したC6脊椎圧迫骨折の治療のため約1年の長期欠場を強いられた。

#### 世界王座陥落
2019年5月11日、UFC 237のUFC世界女子ストロー級タイトルマッチで女子ストロー級ランキング1位の挑戦者ジェシカ・アンドラージと対戦。2Rにスラムで失神KO負けし、王座から陥落した。試合に敗れはしたものの、ファイト・オブ・ザ・ナイトを受賞した。
2020年7月11日、UFC 251で女子ストロー級ランキング1位のジェシカ・アンドラージと再戦し、2-1の判定勝ち。リベンジを果たすとともに、2試合連続のファイト・オブ・ザ・ナイトを受賞した。

#### UFC世界王座再獲得
2021年4月24日、UFC 261のUFC世界女子ストロー級タイトルマッチで王者ジャン・ウェイリーに挑戦し、左ハイキックでダウンを奪いパウンドで1RKO勝ち。UFC女子選手史上初となる王座再獲得に成功し、パフォーマンス・オブ・ザ・ナイトを受賞した。
2021年11月6日、UFC 268のUFC世界女子ストロー級タイトルマッチで女子ストロー級ランキング1位の挑戦者ジャン・ウェイリーと再戦し、2-1の5R判定勝ち。王座の初防衛に成功した。

#### 世界王座陥落
2022年5月7日、UFC 274のUFC世界女子ストロー級タイトルマッチで女子ストロー級ランキング2位の挑戦者カーラ・エスパルザと再戦し、1-2の5R判定負け。王座から陥落した。
2023年9月2日、フライ級転向初戦となったUFC Fight Night: Gane vs. Spivakで女子フライ級ランキング3位のマノン・フィオロと対戦し、0-3の判定負け。
2024年3月23日、UFC on ESPN: Ribas vs. Namajunasで女子フライ級ランキング8位のアマンダ・ヒバスと対戦し、3-0の5R判定勝ち。
2024年7月13日、UFC on ESPN: Namajunas vs. Cortezで女子フライ級ランキング11位のトレイシー・コルテスと対戦し、3-0の5R判定勝ち。
2024年11月2日、UFC Fight Night: Moreno vs. Albaziで女子フライ級ランキング3位のエリン・ブランチフィールドと対戦し、0-3の5R判定負け。

## 人物・エピソード
- UFC 192まではロングヘアーであったが、UFC Fight Night: Namajunas vs. VanZantのペイジ・ヴァンザント戦以降は髪を短く刈り込んだ丸刈りにしている。
- トレーニングパートナーでもある総合格闘家のパット・バリーと婚約している。
- 曽祖父はリトアニア軍の将校であったが、1939年にソビエト連邦にリトアニアが侵攻され国を占領されると、強制的にソビエト連邦の赤軍へ入隊させられた。ドイツからの侵攻を受けソビエト連邦がバルト三国から撤退すると軍人を退役したが、再びリトアニアがソビエト連邦に占領されると、NKVDによって逮捕され、捕虜収容所に送られ、最後は1968年に自宅近くでKGBのエージェントによって殺害された。
- ナマユナスの父親は統合失調症に苦しみ家族の元を去ると、ナマユナスが16歳の時にドイツで肺炎にかかり亡くなっている。
- 母親はリトアニアの国立大学であるリトアニア音楽演劇アカデミーを卒業したピアニストで、ナマユナス自身も5歳からピアノを習い始めプロ級の腕前を持つ。
- UFCのメイクアップアーティストを長年務め、2020年3月にステージ4の乳がんと診断され闘病生活を送っていたスージー・フリトン（2021年没）へGoFundMeを通して1000ドルを寄付した[5]。

## 戦績

### 総合格闘技
| 総合格闘技 戦績 | 総合格闘技 戦績 | 総合格闘技 戦績 | 総合格闘技 戦績 | 総合格闘技 戦績 | 総合格闘技 戦績 | 総合格闘技 戦績 |
| --------------- | --------------- | --------------- | --------------- | --------------- | --------------- | --------------- |
| 21 試合         | (T)KO           | 一本            | 判定            | その他          | 引き分け        | 無効試合        |
| 14 勝           | 2               | 5               | 7               | 0               | 0               | 0               |
| 7 敗            | 1               | 1               | 5               | 0               | 0               | 0               |

| 勝敗 | 対戦相手                   | 試合結果                            | 大会名                                                                 | 開催年月日     |
| ○    | ミランダ・マーベリック     | 5分3R終了 判定3-0                   | UFC on ESPN 69: Usman vs. Buckley                                      | 2025年6月14日  |
| ×    | エリン・ブランチフィールド | 5分5R終了 判定0-3                   | UFC Fight Night: Moreno vs. Albazi                                     | 2024年11月2日  |
| ○    | トレイシー・コルテス       | 5分5R終了 判定3-0                   | UFC on ESPN 59: Namajunas vs. Cortez                                   | 2024年7月13日  |
| ○    | アマンダ・ヒバス           | 5分5R終了 判定3-0                   | UFC on ESPN 53: Ribas vs. Namajunas                                    | 2024年3月23日  |
| ×    | マノン・フィオロ           | 5分3R終了 判定0-3                   | UFC Fight Night: Gane vs. Spivak                                       | 2023年9月2日   |
| ×    | カーラ・エスパルザ         | 5分5R終了 判定1-2                   | UFC 274: Oliveira vs. Gaethje 【UFC世界女子ストロー級タイトルマッチ】  | 2022年5月7日   |
| ○    | ジャン・ウェイリー         | 5分5R終了 判定2-1                   | UFC 268: Usman vs. Covington 2 【UFC世界女子ストロー級タイトルマッチ】 | 2021年11月6日  |
| ○    | ジャン・ウェイリー         | 1R 1:18 KO（左ハイキック→パウンド） | UFC 261: Usman vs. Masvidal 2 【UFC世界女子ストロー級タイトルマッチ】  | 2021年4月24日  |
| ○    | ジェシカ・アンドラージ     | 5分3R終了 判定2-1                   | UFC 251: Usman vs. Masvidal                                            | 2020年7月11日  |
| ×    | ジェシカ・アンドラージ     | 2R 2:58 KO（スラム）                | UFC 237: Namajunas vs. Andrade 【UFC世界女子ストロー級タイトルマッチ】 | 2019年5月11日  |
| ○    | ヨアナ・イェンジェイチック | 5分5R終了 判定3-0                   | UFC 223: Khabib vs. Iaquinta 【UFC世界女子ストロー級タイトルマッチ】   | 2018年4月7日   |
| ○    | ヨアナ・イェンジェイチック | 1R 3:03 TKO（左フック→パウンド）    | UFC 217: Bisping vs. St-Pierre 【UFC世界女子ストロー級タイトルマッチ】 | 2017年11月4日  |
| ○    | ミシェル・ウォーターソン   | 2R 2:47 リアネイキドチョーク        | UFC on FOX 24: Johnson vs. Reis                                        | 2017年4月15日  |
| ×    | カロリーナ・コバケビッチ   | 5分3R終了 判定1-2                   | UFC 201: Lawler vs. Woodley                                            | 2016年7月30日  |
| ○    | ティーシャ・トーレス       | 5分3R終了 判定3-0                   | UFC on FOX 19: Teixeira vs. Evans                                      | 2016年4月16日  |
| ○    | ペイジ・ヴァンザント       | 5R 2:25 リアネイキドチョーク        | UFC Fight Night: Namajunas vs. VanZant                                 | 2015年12月10日 |
| ○    | アンジェラ・ヒル           | 1R 2:47 リアネイキドチョーク        | UFC 192: Cormier vs. Gustafsson                                        | 2015年10月3日  |
| ×    | カーラ・エスパルザ         | 3R 1:26 リアネイキドチョーク        | The Ultimate Fighter 20 Finale 【UFC世界女子ストロー級王座決定戦】     | 2014年12月12日 |
| ×    | ティーシャ・トーレス       | 5分3R終了 判定0-3                   | Invicta FC 6: Coenen vs. Cyborg                                        | 2013年7月13日  |
| ○    | カティナ・ケートロン       | 1R 0:12 跳びつき腕ひしぎ十字固め    | Invicta FC 5: Penne vs. Waterson                                       | 2013年4月5日   |
| ○    | エミリー・ケイガン         | 3R 3:44 リアネイキドチョーク        | Invicta FC 4: Esparza vs. Hyatt                                        | 2013年1月5日   |

### 総合格闘技エキシビション
| 勝敗 | 対戦相手                 | 試合結果                     | 大会名                                           | 開催年月日    |
| ○    | ランダ・マルコス         | 1R 2:45 ダブルリストロック   | The Ultimate Fighter: A Champion Will Be Crowned | 2014年8月14日 |
| ○    | ジョアン・コールダウッド | 2R 2:06 ダブルリストロック   | The Ultimate Fighter: A Champion Will Be Crowned | 2014年8月6日  |
| ○    | アレックス・チェンバース | 1R 4:38 リアネイキドチョーク | The Ultimate Fighter: A Champion Will Be Crowned | 2014年7月28日 |

## 獲得タイトル
- 第3代UFC世界女子ストロー級王座（2017年）
- 第6代UFC世界女子ストロー級王座（2021年）

## 表彰
- UFC ファイト・オブ・ザ・ナイト（3回）
- UFC パフォーマンス・オブ・ザ・ナイト（3回）
- TUF 20 ファイト・オブ・ザ・シーズン（ジョアン・コールダウッド戦）
- TUF 20 パフォーマンス・オブ・ザ・シーズン（ジョアン・コールダウッド戦）
- Invicta FC サブミッション・オブ・ザ・ナイト（2回）

- ESPN ファイター・オブ・ザ・イヤー（2017年）
- Yahoo Sports 女子ファイター・オブ・ザ・イヤー（2017年）
- MMA junkie 女子ファイター・オブ・ザ・イヤー（2017年）
- Sports Illustrated アップセット・オブ・ザ・イヤー（2017年/ヨアナ・イェンジェイチック戦）
- MMA Fighting アップセット・オブ・ザ・イヤー（2017年/ヨアナ・イェンジェイチック戦）
- MMA junkie アップセット・オブ・ザ・イヤー（2017年/ヨアナ・イェンジェイチック戦）